# Khvostikha
Khvostikha (en rus: Хвостиха) és un poble de l'óblast d'Uliànovsk, a Rússia, que el 2010 tenia 236 habitants. Pertany al districte municipal de Kuzovàtovo.